# Politique étrangère de l'Angola
La politique étrangère de l'Angola désigne l’ensemble des relations internationales de la république d'Angola depuis son indépendance obtenue du Portugal le 11 novembre 1975. L'Angola est membre de l'Organisation des Nations Unies, de l'Union africaine, et a été membre de l'Organisation des pays exportateurs de pétrole jusqu'à son retrait en décembre 2023.

## Relations avec les autres pays africains
Le territoire principal de l'Angola partage des frontières avec trois pays africains frontaliers : la République démocratique du Congo au nord et au nord-est (2286 km), la Zambie au sud-est (1110 km), et la Namibie au sud (1376 km). Le territoire de l'Angola inclut également une exclave au nord, Cabinda, située entre la République démocratique du Congo et le Congo-Brazzaville, ce qui ajoute à l'Angola des frontières respectives de 225 et 201 km avec ces deux pays.

## Relations avec l'Europe

### Relations avec le Portugal
L'Angola est une ancienne colonie portugaise, dont elle a obtenu son indépendance à la suite de la guerre d'indépendance de l'Angola qui se déroule de 1961 à 1975. Les deux pays sont actuellement membres de la Communauté des pays de langue portugaise.

## Relations avec le reste du monde

### Relations avec le Brésil
Le Brésil et l'Angola sont tous deux des anciennes colonies portugaises, actuellement membres de la Communauté des pays de langue portugaise. Les deux pays sont aussi d'importants producteurs de pétrole, mais non membre de l'OPEP bien que l'Angola ait fait partie de cette organisation entre 2007 et 2023. Petrobras, la compagnie pétrolière nationale brésilien, est l'une des principales entreprises exploitantes du pétrole de l'Angola. Le président brésilien Lula da Silva se rend en Angola en août 2023. Lula et son homologue angolais João Lourenço ont inauguré une chambre du commerce Brésil-Angola et un forum commercial.